# Seis días de Vancouver
Los Seis días de Vancouver fue una carrera de ciclismo en pista, de la modalidad de seis días, que se corrió en Vancouver (Canadá). Su primera edición data de 1931 y duró hasta 1934, disputándose tres ediciones.

## Palmarés
| Año  | Ganadores                             | Segundos                         | Terceros                   |
| ---- | ------------------------------------- | -------------------------------- | -------------------------- |
| 1931 | Lew Elder Freddy Zach                 | Reginald Fielding Henri Lepage   | Frank Bartell Chick Meyers |
| 1932 | Francis Elliott Xavier Van Slembroeck | Fioravanti Baggio Mike Defilippo | Harry Davies Freddy Zach   |
| 1933 | edición no realizada                  |                                  |                            |
| 1934 | Eddy Testa Cecil Yates                | Godfrey Parrott Frank Turano     | Jack McCoy Henry O'Brien   |